# Thomas Miller
Thomas Miller (15 agosto 1966) è un bassista statunitense, cofondatore del gruppo progressive metal Symphony X.

## Carriera
Thomas Miller ha iniziato la sua carriera musicale a soli 10 anni di età dopo aver assistito ad un concerto dei Kiss. È stato ingaggiato come bassista dei Symphony X da Michael Romeo, conosciuto nel 1986 e con il quale ha lavorato dapprima nei Danse Macabre, poi rinominati dopo un anno in Symphony X, fino alla partenza dalla band nell'aprile del 1999 per problemi di salute.
Con i Symphony X pubblica quattro album.
Le sue più grandi influenze musicali sono dovute ad artisti quali Billy Sheehan, John Onder, Geddy Lee, Jaco Pastorius, John Paul Jones e James Jamerson.
Attualmente Miller sta lavorando ad un progetto solista quasi ultimato, che verrà lanciato sul mercato nel 2010.

## Discografia

### Symphony X
- 1994 - Symphony X
- 1995 - The Damnation Game
- 1997 - The Divine Wings of Tragedy
- 1998 - Twilight in Olympus